# Északi fény hadművelet (1944)

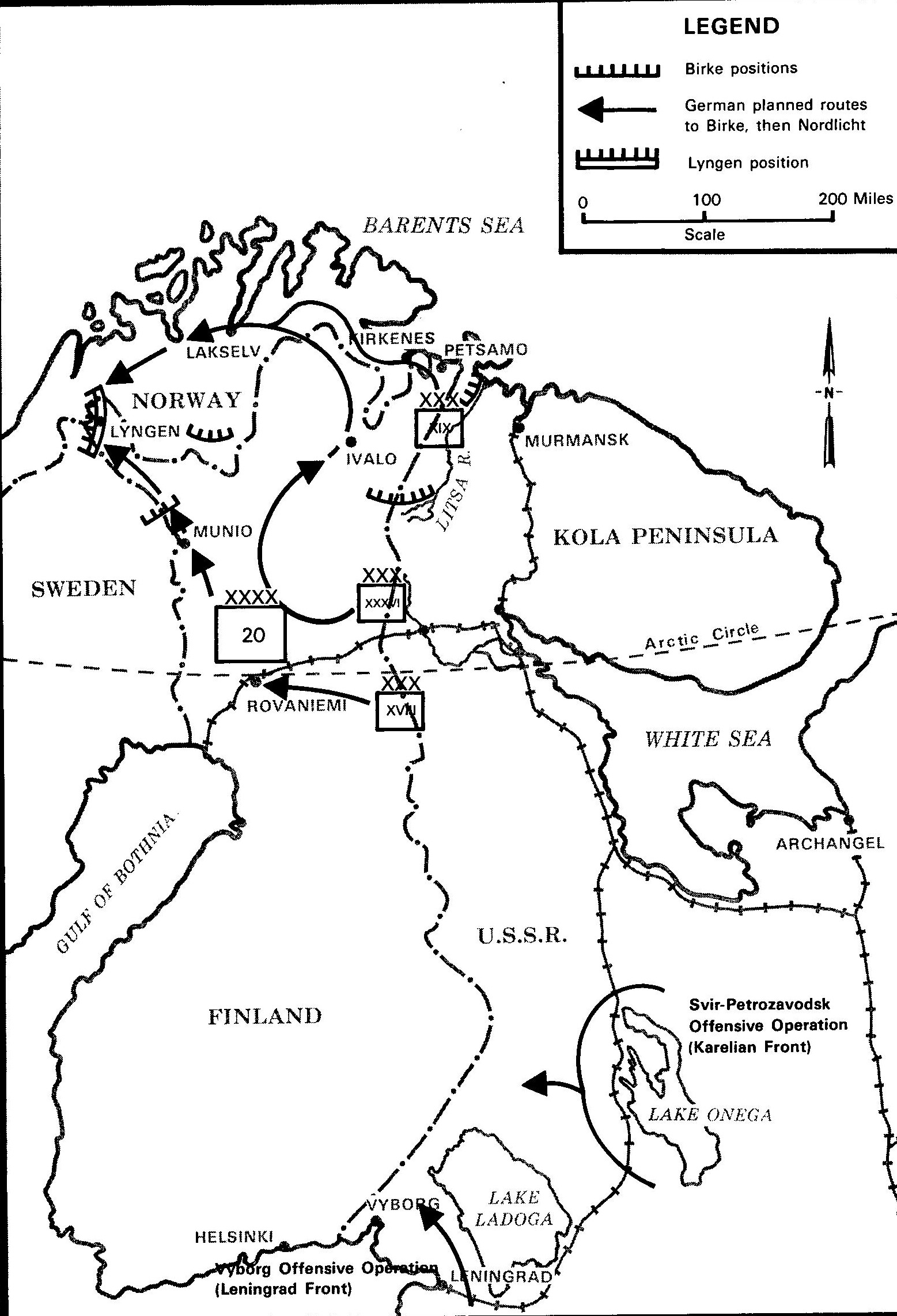
Német kivonulás Finnországból 1944 és 1945

Az Északi Fény hadművelet (Unternehmen Nordlicht) fedőnév alatt zajlott a német 20. hegyihadtest visszavonulása a Petsamo-fronttól Észak-Norvégiába 1944 végén és 1945 elején.
A hadművelet hátterében az állt, hogy a Szovjetunió 1944 őszén sikeres támadást indított a keleti fronton, amelynek következtében a német hadvezetés döntésre kényszerült a Finnország északi részén állomásozó erőinek visszavonásáról. A 20. hegyihadtest, amely addig a Petsamo környéki térséget tartotta megszállva, fokozatosan és harc közben vonult vissza a nehéz terepviszonyokkal jellemezhető vidéken keresztül Észak-Norvégia irányába. 1944. október 28-án Alfred Jodl vezérezredes, a Wehrmacht Vezérkarának (Wehrmachtführungsstab) vezetője elrendelte a Lyngen-fjordtól keletre eső norvég területek teljes és kíméletlen kiürítését, a helyi lakosság deportálását, valamint minden lakóépület és infrastruktúra megsemmisítését. Az utasítást a megszállt területeken szinte kivétel nélkül a parancsban előírt szigorral és alapossággal hajtották végre.
A visszavonulást a szovjet hadsereg folyamatos nyomás alatt tartotta, miközben a német csapatok a felperzselt föld taktikáját alkalmazva vonultak vissza: falvakat, városokat gyújtottak fel, hidakat és közlekedési útvonalakat robbantottak fel, hogy lassítsák az üldöző szovjet előrenyomulást, illetve megakadályozzák a visszafoglalt területek azonnali újrahasznosítását. A civil lakosság számára a hadművelet súlyos következményekkel járt: több mint 40 000 norvégot telepítettek ki kényszerrel, akik közül sokan hónapokig embertelen körülmények között, barakkokban vagy ideiglenes táborokban éltek.
Ez az akció a második világháború egyik súlyos háborús bűncselekményének minősült, és többek között emiatt ítélték el Alfred Jodlt a fő háborús bűnösök nürnbergi perében. A norvég történetírásban az események a mai napig a megszállás legtragikusabb epizódjai közé tartoznak.